# 奢羯罗
奢羯罗也作舍竭，是古印度一座城市，位于今巴基斯坦旁遮普省锡亚尔科特附近。建于亚历山大大帝东征时期，后为印度-希腊王国的重要城市。曾为弥兰陀王的首都。公元6世纪为嚈哒统治者摩酰逻矩罗的都城。唐代玄奘取经途中，曾路过此地。